# Štítarská kultura

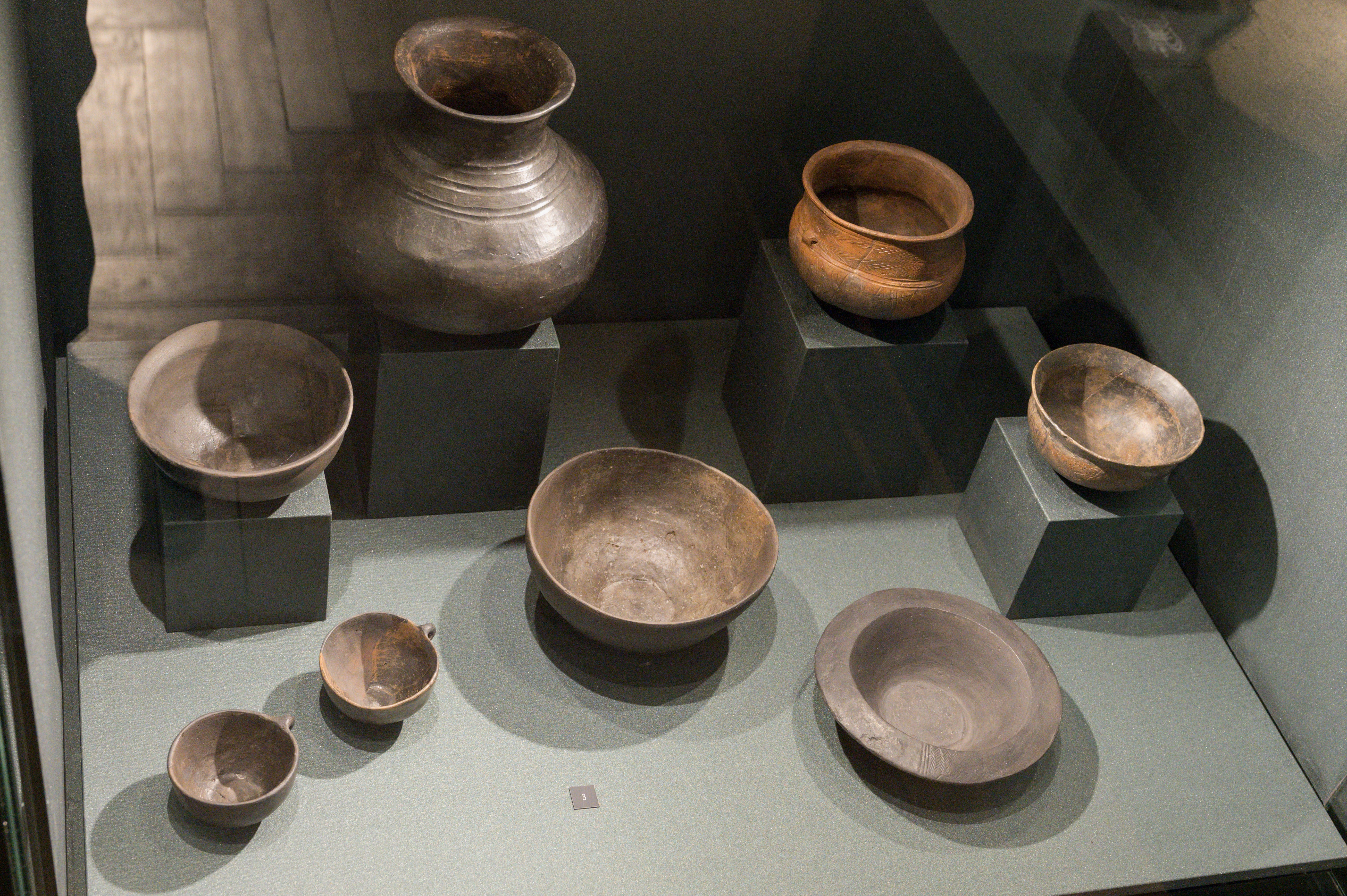
Keramika štítarské kultury

Štítarská kultura je archeologická kultura z pozdní doby bronzové, zhruba z let 950–800 př. n. l. Navazuje na knovízskou kulturu. Někdy je štítarská kultura považována za vývojové období knovízské kultury, od které se však v některých rysech liší. Štítarská kultura byla patrně sociálně diferencovanější než knovízská, navíc se změnil způsob pohřbívání: od žárového se přešlo k pohřbům těl vybavených zbraněmi či náčelnickými atributy. Ze štítarské kultury se vyvinula kultura bylanská.
Své jméno získala podle vesnice Štítary u Kolína, kde byl okolo roku 1895 objeven kostrový dvojhrob z pozdní doby bronzové. Pochování dvou osob v jednom hrobě bylo v době bronzové neobvyklé, navíc v hrobě bylo nalezeno i šestnáct keramických nádob. Okolnosti nálezu jsou nejasné a vzhledem k popsané výbavě by byl pohřeb ve Štítarech zcela výjimečný.

## Sídliště
Sídla štítarské kultury měla dvorcový charakter a obytné stavby byly často zahloubené. Opevnění sídlišť, resp. hradišť, je obtížné prokázat, protože stejná místa sídlišť využívali lidé mnohdy už v eneolitu a později v době hradištní. Předpokládá se, že některá z hradišť mohla plnit funkci útočišť, ale jiná byla nejspíše dlouhodobě obývaná.

## Pohřbívání
Známá pohřebiště obsahovala nejvýše dvě desítky hrobů. Pohřby byly většinou žárové a obsahovaly chudou pohřební výbavu. Bohatěji vybavené hroby se objevily až v závěru pozdní doby bronzové. Vlastních bronzových předmětů bývá ve hrobech štítarské kultury málo a bývají menší (jehlice, náramky nebo v lépe vybavených hrobech nůž, meč či nádoba). Příčinou mohl být nedostatek surovin k výrobě bronzu, který lidé nahrazovali nástroji z kostí a parohů. V bohatých hrobech ze severozápadních Čech se poprvé na území Česka objevily první železné předměty.